# 上海钻石交易所
上海钻石交易所（英語：Shanghai Diamond Exchange，縮寫：SDE），于2000年10月27日经中国国务院批准成立，是中国大陆唯一的钻石进出口交易平台。
上海钻石交易所为会员制，权利机构为会员大会，是由全体会员组成。理事会是会员大会的常设机构。截止2012年10月31日，钻交所会员企业已从最初的41家发展到345家，其中包括来自14个国家和地区的外资会员229家，占钻交所会员总数66%。2011年，上海钻石交易所钻石进出口交易总额达到47.08亿美元，相比2010年增长63.1%。

## 历史
2000年10月27日，经国务院批准，上海钻石交易所宣告成立。中共中央政治局委员、上海市委书记黄菊，市长徐匡迪，国际钻石委员会主席伊扎可夫出席会议。外经贸部部长石广生发来贺信。黄菊为上海钻石交易所揭牌，徐匡迪为交易所开业鸣锣。
在2000年，中国钻石进口需要缴纳成品钻关税9%，毛钻关税3%，增值税17%，消费税10%。但在2002年后，政府允许对所有通过上海钻石交易所交易的钻石免除关税并只在零售环节征收5%的消费税。后在2008年，国家税务总局进一步放宽政策，规定自钻交所销往国内的毛钻石免征进口环节增值税，而成品钻石进口环节增值税实际税负超过4%的部分则由海关退还。
2009年10月，上海钻石交易所所在地由上海金茂大厦迁入上海市浦东新区世纪大道1701号中国钻石交易中心大厦内，该大厦是海关特殊监管区。
2010年上海钻石交易所表示，自2000年10月成立至2010年10月31日，上海钻石交易所十年累计实现钻石交易总金额近80亿美元。2011年3月31日，香港钻石总会与上海钻石交易所在香港签署合作协定，双方确定将一般贸易项下从香港出口到上海钻石交易所的成品钻石总金额由2010年的5.57亿美元，进一步增至2011年的逾8亿美元，并争取逐年递增。